# Braunfilziger Schichtpilz
Der Braunfilzige Schichtpilz (Amylostereum areolatum) oder Fichten-Schichtpilz ist ein saprobiontischer Pilz aus der Ordnung der Täublingsartigen (Russulales). Er lebt in Symbiose mit Holzwespen der Gattung Sirex, denen er den Befall von Nadelbäumen ermöglicht, indem er dort Weißfäule hervorruft. Dabei legen die Wespen ihre Eier zusammen mit Sporen des Pilzes unter die Rinde der Wirtsbäume, wo der Braunfilzige Schichtpilz das Holz langsam zersetzt und den Larven nach dem Schlüpfen als Nahrung dient. Anschließend gelangen seine Sporen mit den schlüpfenden Weibchen wieder nach draußen, wo die beiden Symbionten von neuem Bäume befallen.
In Verbindung mit der Einschleppung der Blauen Fichtenholzwespe (Sirex noctilio) nach Australien, Südafrika und Amerika hat sich der ursprünglich in Eurasien beheimatete Pilz zu einem bedeutenden Forstschädling entwickelt und richtet große Schäden in Nadelholzplantagen an.

## Merkmale

### Makroskopische Eigenschaften
Der Braunfilzige Schichtpilz bildet mehrjährige, effus-reflexe bis resupinate, das heißt am Baumstamm angewachsene Fruchtkörper, die denen der Schichtpilze (Stereum) ähneln. Sie wachsen flächig aus dem Holz und bilden an der Oberseite wellige, überlappende Ränder oder Hüte, die sich bei kleinen Fruchtkörpern bisweilen ringsum ziehen und so in einigen Fällen becherartige Gebilde formen, die aber nicht mit Apothecien zu verwechseln sind.
Die Hüte stehen rund 1–2 cm weit vom Holz ab und haben in der Mitte eine Dicke von 1,0–1,5 cm. Im frischen Zustand haben sie eine ledrig steife Konsistenz, nach dem Trocknen erinnern sie an festen Kork. Ihre Oberseite ist haarig-filzig und gezont: Der äußere Rand ist gelblich oder tabakbraun, das Hutinnere hingegen eher dunkelbraun. Bei Regen oder sehr feuchter Witterung saugt sich der Hut mit Wasser voll und wird zunehmend dunkler, sodass er fast schwarz erscheint.
Das Hymenium (Fruchtschicht) ist glatt, leicht höckrig und erscheint mitunter bereift; es ist generell trocken und mehr oder weniger stark von Rissen durchzogen. Während des Wachstums ist es zunächst ockerbraun; nach der Überwinterung bleicht es ins gräulich Braune aus. Wird es vom Regenwasser durchnässt, nimmt es eine dunkel bläulich-violette Farbe an. Die Schichten des Hymeniums und die Trama sind 0,5–1,2 mm dick und blassbraun; sie grenzen sich durch eine rotbraune Trennschicht deutlich vom tabakbraunen, 0,2–0,7 mm dicken Hutfilz ab.

### Mikroskopische Eigenschaften
Die Trama des Braunfilzigen Schichtpilzes ist dimitisch, das heißt, sie besteht sowohl aus generativen als auch aus Skeletthyphen. Erstere sind durchscheinend und verfügen über Schnallen; letztere biegen zum Hymenium hin um, wo sie lange, dicht stehende Pseudozystiden bilden. Auch im Hymenium und Subhymenium sind ähnliche Strukturen vorhanden, allerdings handelt es sich hier um echte Zystiden. Sowohl Pseudo- als auch echte Zystiden sind 4–7 µm breit, gelblichbraun und an der Spitze oder gänzlich durchscheinend. Sie sind dickwandig und haben eine zylindrische bis leicht spindelähnliche Form; an ihrer Spitze befinden sich kristallisierte Strukturen (Inkrustationen), die sich in Kaliumhydroxid (KOH) auflösen.
Der Braunfilzige Schichtpilz verfügt über 5,0–8,5 × 2,5–4,0 µm große, amyloide Sporen. Sie sind länglich elliptisch geformt und sitzen zu viert auf den 15–25 µm langen und 3,5–5,5 µm dicken Basidien.
Der Braunfilzige Schichtpilz ist äußerlich kaum vom Tannen-Schichtpilz (Amylostereum chailleti) zu unterscheiden, anders als dieser formt er in Kultur jedoch keine Arthrosporen.

### Schadbild
Der Braunfilzige Schichtpilz gilt als einer der Hauptverursacher von Rotstreifigkeit. Dabei entwickelt das befallene Holz unter der Rinde zunächst weißliche, dann rötliche Schlieren oder Streifen, die entlang der Wuchsrichtung verlaufen. Sie entstehen, indem der Pilz die Transportgefäße im Xylem befällt und sich von den Nährstoffen der Parenchymzellen ernährt. Von dort aus breitet sich der Befall entlang der Tracheiden aus und ruft entlang des gesamten Stamms eine rötliche Färbung hervor. Nicht direkt im Zusammenhang mit dem Pilz stehen von der Holzwespe hervorgerufene Symptome, etwa die Braunfärbung, das Herabhängen und das Abwerfen von Nadeln oder auch das Auftreten kleiner Harztröpfchen am Stamm, die auf Bohrlöcher hinweisen.
Da der Braunfilzige Schichtpilz nur eine schwache Weißfäule verursacht und langsam wächst, gefährdet er die Standfestigkeit des Baumes kurzfristig nicht. Da er aber sehr lange im Baum leben kann – bis zu 17 Jahre – kann der Schaden am Holz auf Dauer größere Ausmaße annehmen. Vor allem aber in Verbindung mit dem gleichzeitigen Befall durch Holzwespen (Siricidae) besteht für infizierte Bäume eine Gefahr, da sich die jeweiligen Schadwirkungen gegenseitig verstärken.

## Ökologie
Bisweilen befällt der Braunfilzige Schichtpilz Bäume unabhängig von anderen Schädlingen, öfter jedoch kommt es zum gleichzeitigen Befall durch andere Pilze oder zur gezielten Infektion des Baumes durch Holzwespen, die eine symbiotische Beziehung mit dem Pilz eingehen.

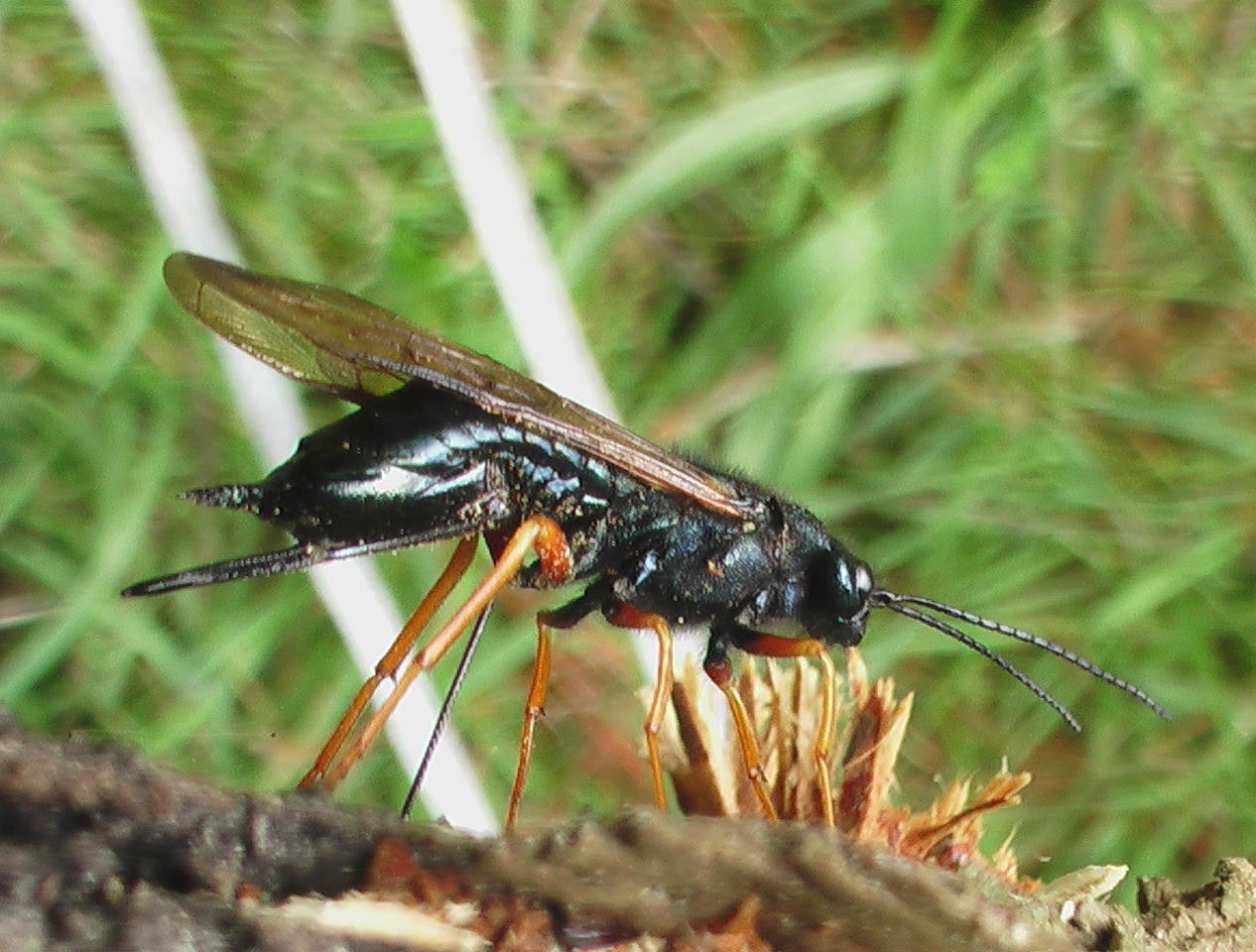
Die Blaue Fichtenholzwespe (Sirex noctilio), ein Symbiont des Braunfilzigen Schichtpilzes.

Die Weibchen der entsprechenden Holzwespenarten verfügen über spezielle Organe am Abdomen, die sogenannten Mycetangien. Darin befinden sich Oidien (kleine Hyphensegmente) des Braunfilzigen Schichtpilzes, zusammen mit einem giftigen Sekret. Diese legen sie zusammen mit ihren Eiern unter der Rinde ab. Der Pilz beginnt, das Lignin des Holzes abzubauen und bereitet so den Nährboden für die Larven der Holzwespe. Die Larven profitieren nach dem Schlüpfen nicht nur von der „Vorarbeit“ des Pilzes, sondern ernähren sich auch von dessen Myzel und den restlichen Bestandteilen des Holzes, das sie nun leichter aufschließen können. Die weiblichen Larven entwickeln provisorische Mycetangia, aus denen sie vor der Verpuppung ein wachsiges Sekret abgeben, das Oidien enthält. Nach der Verpuppung wird dieses Wachs mit Hilfe des Legestachels in die nun voll ausgebildeten Mycetangia befördert, wo es aufgelöst ist und sich der Pilz vermehrt. Die weiblichen Imagines fliegen anschließend aus und injizieren den Pilz in neue Wirte.
Diese äußerst effektive Methode der Verbreitung führt dazu, dass der Braunfilzige Schichtpilz in freier Natur nur selten Fruchtkörper ausbildet, was er in Kultur häufiger tut. Er profitiert auch davon, dass er nicht selbst die Rinde der Bäume durchdringen muss und das Sekret der Wespe den Baum zusätzlich schädigt, sodass der Pilz nur auf wenig Gegenwehr trifft. Die darin enthaltenen Glykosaminoglykane veranlassen den Baum dazu, vermehrt Stärke in den Nadeln zu konzentrieren, während es im Bast zu einem Stärkemangel kommt, was darauf hindeutet, dass der Transport von Photosyntheseprodukten unterbrochen wird. Gleichzeitig kann auch der Wasserkreislauf des Baumes beeinträchtigt werden, was zu vertrocknenden Nadeln und zum Absterben der Geleitzellen des Phloems führt. Dieser akute Stress wird vom Braunfilzigen Schichtpilz genutzt, um sich im Holz auszubreiten, während der Baum nicht in der Lage ist, ihn zu bekämpfen.
Der Braunfilzige Schichtpilz benötigt dafür jedoch eine Umgebungstemperatur von rund 20–25 °C und einen Feuchtigkeitsgehalt von 20–70 % der Trockenmasse im infizierten Holz. Er ist in der Regel nur dann erfolgreich, wenn der Baum nicht ausreichend Feuchtigkeit aus dem Boden aufnehmen kann. Bei 70 % und mehr Feuchtigkeit verlangsamt sich das Wachstum des Pilzes stark, wodurch es den Larven schwerfällt, ihre Fraßgänge zu bohren. Unter 20 % Sättigung vertrocknen die Eier und jungen Larven der Wespe, wobei ältere Larven auch in trockenem Holz überleben können. Der Feuchtigkeitsgehalt von befallenem Holz liegt meist bei etwa 35 %. Gesunde Bäume an nährstoff- und wasserreichen Standorten sind in der Regel sowohl gegen das Sekret der Wespe als auch gegen den Pilz gefeit.
Die Symbionten des Pilzes umfassen drei Arten der Gattung Sirex: Die Gemeine Holzwespe (S. juvencus) und die Blaue Fichtenholzwespe aus Europa, sowie S. nitobei aus Ostasien. Allen drei Arten ist gemein, dass sie ausschließlich mit dem Braunfilzigen Schichtpilz eine Symbiose eingehen. Als Schädling ist vor allem die Blaue Fichtenholzwespe von Bedeutung, da sie in sensible Ökosysteme eingeschleppt wurde.
Als Wirte wurden bisher in erster Linie Nadelbäume beobachtet, so gehören Tannen (Abies), Sicheltannen (Cryptomeria), Lärchen (Larix), Fichten (Picea), Kiefern (Pinus) und Douglasien (Pseudotsuga) zum üblichen Spektrum. Während in Europa offenbar Fichten bevorzugt werden, sind außerhalb des ursprünglichen Verbreitungsgebiets Kiefern die wichtigsten Wirte. Beobachtungen des Pilzes an Buchen (Fagus) stellen entweder absolute Ausnahmen dar, oder sie sind auf fehlerhafte Bestimmung zurückzuführen. Der Braunfilzige Schichtpilz ist in allen Höhenlagen anzutreffen. Besonders im Hügelland und in submontanen Lagen von 200 bis 1000 m ist der Pilz in Europa verbreitet, in den Alpen reicht das Vorkommen auch bis auf 1500 m. Seltener ist er hingegen im planaren Flachland, wo die Fichte nur in forstlicher Pflanzung vorkommt.

## Verbreitung

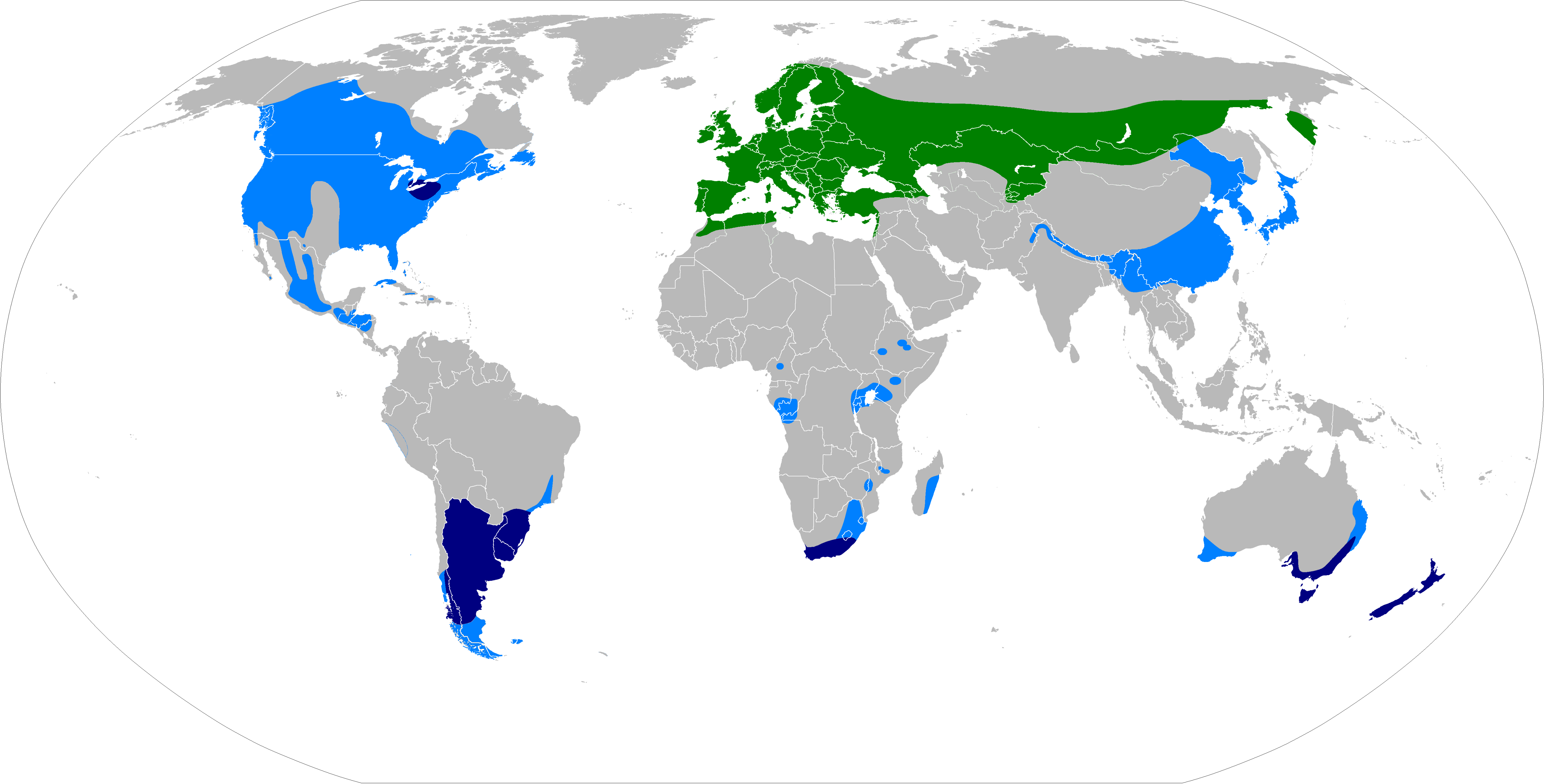
Verbreitungsgebiet des Braunfilzigen Schichtpilzes; die Karte orientiert sich an der Verbreitung der Blauen Fichtenholzwespe
ursprüngliche Verbreitung
eingeführt
voraussichtliche zukünftige Ausbreitung

Die gemäßigte Holarktis stellt den ursprünglichen Verbreitungsraum des Braunfilzigen Schichtpilzes dar, wobei er an die Verbreitung natürlicher Kiefernwälder gebunden war. Durch die Einführung von befallenem Holz konnte er aber ab Ende des 19. Jahrhunderts auch in anderen Teilen der Welt Fuß fassen.
Wahrscheinlich noch vor 1900 erreichten der Braunfilzige Schichtpilz und die Blaue Fichtenholzwespe mit Schiffsladungen von befallenem Holz Neuseeland. Wahrscheinlich von dort aus wurde er 50 Jahre später in Tasmanien eingeschleppt, zehn Jahre später war er auch auf das australische Festland vorgedrungen.
Der Sprung nach Südamerika erfolgte 1980, als der Pilz in Uruguay nachgewiesen wurde, von dort aus breitete er sich in Argentinien, Brasilien und Chile aus. 1994 schließlich erreichte der Braunfilzige Schichtpilz auch Südafrika. Um 2004 wurde die Fichtenholzwespe im Gebiet der Großen Seen nachgewiesen, womit erstmals auch der nordamerikanische Kontinent betroffen war. Derzeit ist die Blaue Fichtenholzwespe aus fünf US-amerikanischen Bundesstaaten und der Provinz Ontario bekannt.
Durch Wespenflug wird die Verbreitung in Zukunft voraussichtlich weiter zunehmen, so soll ein großer Teil der gemäßigten Klimazonen der Welt mit Kiefernbestand durch den Pilz besiedelt werden. Westaustralien, Ostafrika und der Nordwesten Südamerikas sind davon jedoch ausgenommen, vorausgesetzt, Pilz und Wespe werden nicht in diesen Gebieten eingeschleppt.

## Systematik
Der Braunfilzige Schichtpilz ist neben dem Tannen-Schichtpilz (A. chailletii) die einzige Art der Gattung Amylostereum, die eine Symbiose mit Holzwespen eingeht. Er ist weniger nahe mit den anderen drei Vertretern der Gattung verwandt als diese untereinander. Dies zeigt sich unter anderem darin, dass sein Myzel mit dem anderer Amylostereum-Arten inkompatibel ist, sich also nicht mit dem der anderen Arten vereint.
Dem gegenüber vertritt German Krieglsteiner die Auffassung, dass es sich beim Braunfilzigen Schichtpilz und beim Tannen-Schichtpilz um ein und dieselbe Art in unterschiedlichen Reifestadien handelt. Letztere stelle dabei das juvenile, der Braunfilzige Schichtpilz das adulte Stadium dar. Er begründet dies mit der Intersterilität der beiden Pilze und ihren nur marginalen mikroskopischen Unterschieden.
Ein bislang nicht eindeutig identifizierter Pilz der Gattung Amylostereum stellt möglicherweise das Bindeglied zwischen den mit Holzwespen assoziierten und den nicht symbiotisierenden Arten dar. Die Verwandtschaftsverhältnisse des Braunfilzigen Schichtpilzes sind im folgenden Kladogramm dargestellt:
|                         | \| \| Wacholder-Schichtpilz (A. laevigatum) \| \| \| \| \| \| A. ferreum \| \| \| \| \| \| Tannen-Schichtpilz (A. chailletii) \| \| Vorlage:Klade/Wartung/3 \| \| |
|                         | |
|                         | Braunfilziger Schichtpilz (Amylostereum) |
|                         | |
|                         | Wacholder-Schichtpilz (A. laevigatum) |
|                         | |
|                         | A. ferreum |
|                         | |
|                         | Tannen-Schichtpilz (A. chailletii) |
| Vorlage:Klade/Wartung/3 | |

|                         | Wacholder-Schichtpilz (A. laevigatum) |
|                         |                                       |
|                         | A. ferreum                            |
|                         |                                       |
|                         | Tannen-Schichtpilz (A. chailletii)    |
| Vorlage:Klade/Wartung/3 |                                       |

|                         | \| \| Wacholder-Schichtpilz (A. laevigatum) \| \| \| \| \| \| A. ferreum \| \| \| \| \| \| Tannen-Schichtpilz (A. chailletii) \| \| Vorlage:Klade/Wartung/3 \| \| |
|                         | |
|                         | Braunfilziger Schichtpilz (Amylostereum) |
|                         | |
|                         | Wacholder-Schichtpilz (A. laevigatum) |
|                         | |
|                         | A. ferreum |
|                         | |
|                         | Tannen-Schichtpilz (A. chailletii) |
| Vorlage:Klade/Wartung/3 | |

|                         | Wacholder-Schichtpilz (A. laevigatum) |
|                         |                                       |
|                         | A. ferreum                            |
|                         |                                       |
|                         | Tannen-Schichtpilz (A. chailletii)    |
| Vorlage:Klade/Wartung/3 |                                       |

## Bedeutung als Forstschädling und Maßnahmen zur Bekämpfung

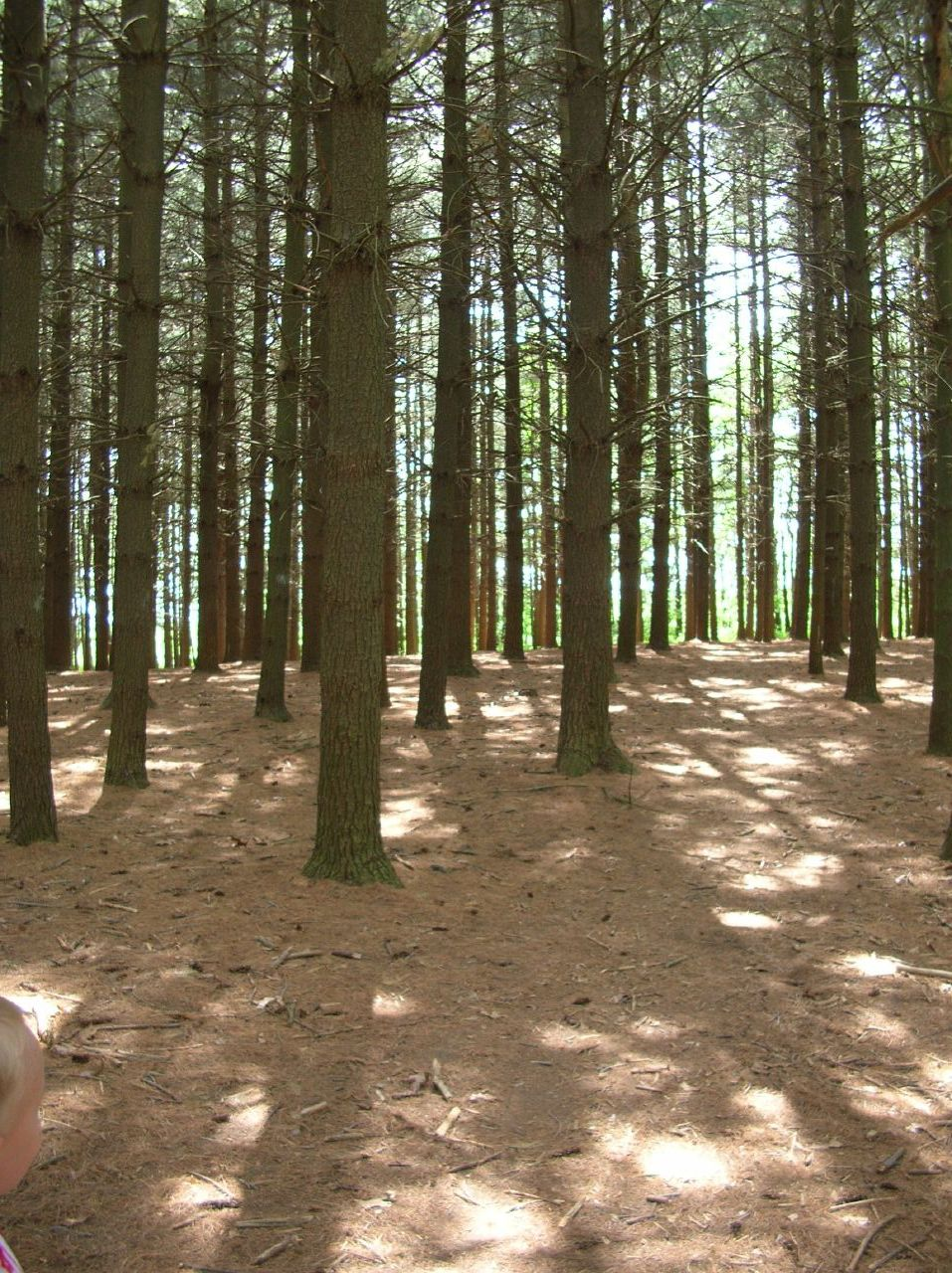
Weymouths-Kiefern-Forst in den Vereinigten Staaten. Vor allem solche Monokulturen sind von dem Befall durch den Braunfilzigen Schichtpilz betroffen.

### Auswirkung auf die Baumbestände
Während der Braunfilzige Schichtpilz in seinem ursprünglichen Verbreitungsgebiet keine große Bedrohung für die Baumbestände darstellt, hat er sich vor allem auf der Südhalbkugel zu einem ernstzunehmenden Schädling in der Forstwirtschaft entwickelt. So wird allein der finanzielle Schaden im östlichen Kanada bis 2037 auf 2,1 Mrd. US-Dollar geschätzt. Vor allem schnellwachsende Kiefernmonokulturen sind dort anfällig für den Befall durch die Blaue Fichtenholzwespe und den Braunfilzigen Schichtpilz.
Neben der Abwesenheit der ursprünglichen Fressfeinde der Wespe spielt auch die Kondition der Bäume eine Rolle. Geschwächte und kranke Bäume werden von der Wespe offenbar gezielt ausgewählt, wobei sie sich offenbar an ätherischen Ölen orientiert, die von schwachen Bäumen verstärkt abgesondert werden. Bäume mit ausreichender Wasser- und Nährstoffversorgung sind in der Regel in der Lage, den Pilz abzuwehren, wodurch auch die Entwicklung der Wespenlarven unterbunden wird. Bisher waren vor allem die Auswirkungen auf eingeführte Baumarten Gegenstand der Forschung; der Einfluss auf in der südlichen Hemisphäre heimische Baumarten ist kaum erforscht. Möglicherweise führt das Auftreten der Symbionten in den Vereinigten Staaten zu einem Rückgang einheimischer Holzwespenarten, jedoch ansonsten zu einer Zunahme von anderen baumschädigenden Insekten und Pilzen.

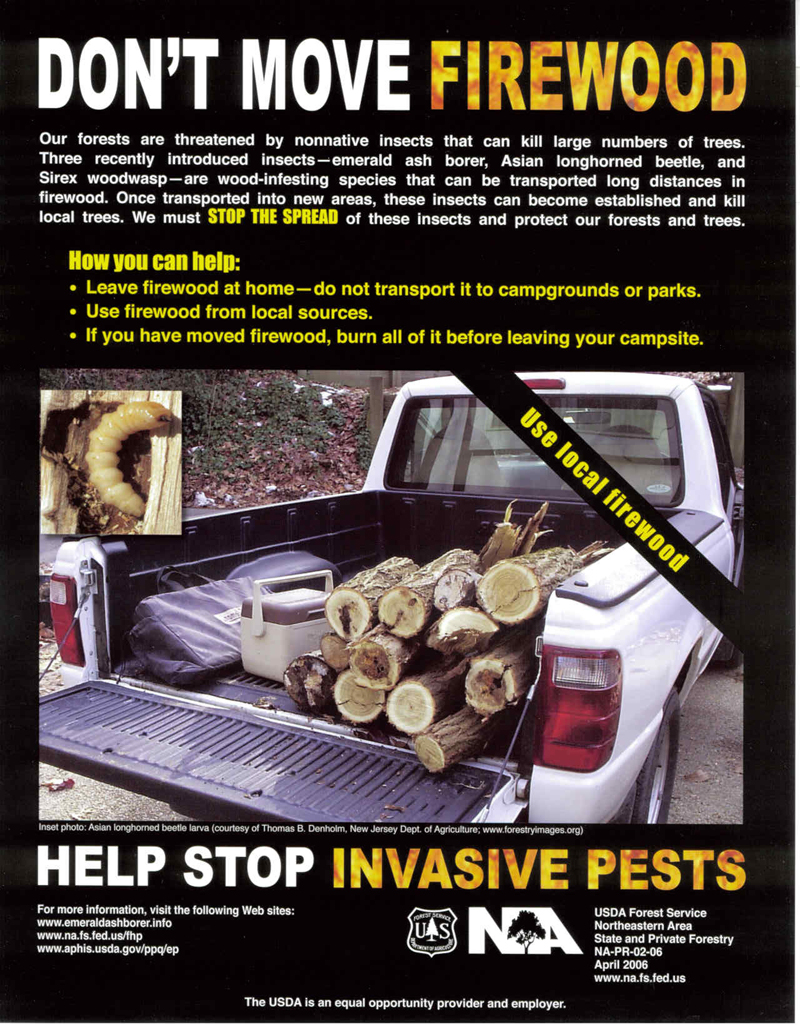
Poster des United States Department of Agriculture, das vor dem Transport von befallenen Feuerholz warnt

### Eindämmung und Bekämpfung
Probleme bei der Eindämmung des Sirex-Amylostereum-Komplexes bereitet vor allem die hohe Ausbreitungsgeschwindigkeit der beiden Arten; die Ausbreitungsrate der Blauen Fichtenholzwespe liegt bei 20–50 km pro Jahr. Die Ausbreitung wird demnach nur durch entsprechend breite Gewässer oder baumlose Gebiete aufgehalten, wodurch etwa Ostafrika bisher nicht betroffen ist. Trotz erhöhter Vorsicht bei der Einfuhr von Holz gelangte die Blaue Fichtenholzwespe jedoch auch über diese natürlichen Grenzen, wodurch sich eine räumliche Eindämmung fast unmöglich gestaltet. Vorsorglich werden aber etwa Holzimporte in die Vereinigten Staaten mit Pflanzenschutzmitteln behandelt, um im Holz verborgene Larven abzutöten. In Australien und Neuseeland werden anfällige Monterey-Kiefern (Pinus radiata) präventiv geschlagen, um der Wespe den Lebensraum zu entziehen. In den USA bemühen sich die Forstbehörden, die Ausbreitung des Pilzes zu beschränken, indem sie in Informationskampagnen vor dem Transport von befallenem Feuerholz warnen.
Der Einsatz von Insektiziden gegen die schwärmenden Wespen zeigt kaum einen Effekt, da die adulten Tiere ohnehin nur eine kurze Lebensspanne besitzen und keine Nahrung aufnehmen. Dagegen richten sich Hoffnungen auf die Parasiten der Blauen Fichtenholzwespe. Eine vielversprechende Methode zur Bekämpfung des Sirex-Amylostereum-Komplexes stellt die Infektion der Wespen durch den Fadenwurm Deladenus siricidicola dar. Er durchläuft zwei Entwicklungsstadien: Zunächst ernährt er sich vom Myzel des Pilzes, solange er im Holz des von Wespe und Pilz befallenen Baumes lebt. Mit dem Pilz gelangt er in den Körper der Larven und schließlich der erwachsenen Weibchen. Dort löst er eine weitgehende Unfruchtbarkeit aus; die Wespe injiziert zwar weiterhin den Pilz und den Fadenwurm in Bäume, hat aber weit weniger Nachkommen als gesunde Artgenossen. Vor allem in Australien, Neuseeland und in Südamerika hat sich diese Methode als effektiv erwiesen.